# Ludwig von der Tann-Rathsamhausen
Freiherr Ludwig Samson Heinrich Arthur von und zu der Tann, 1868-tól Tann-Rathsamhausen (Darmstadt, 1815. június 15. – Meran, Tirol, 1881. április 26.) bajor gyalogsági tábornok.

## Származása
Tann az 1848-ban elhunyt bajor kamarás, Heinrich Friedrich von und zu der Tann és Sophie von Rathsamhausen, az elzászi család utolsó tagjának fia volt. I. Lajos volt a keresztapja.
A bajor von Rathsamhausen bárói cím „von und zu der Tann-Rathsamhausen” alakká való kiegészítése Ludwig valamint a bajor hadseregben vezérőrnagyi rangban szolgáló Hugo és Rudolph nevű testvérei számára 1868. május 21-én történt meg. Ezt a nevet használhatták unokatestvéreik is, Otto és Arthur. A család tagjai manapság csak a „von der Tann” alakot használják.

## Katonai pályafutása

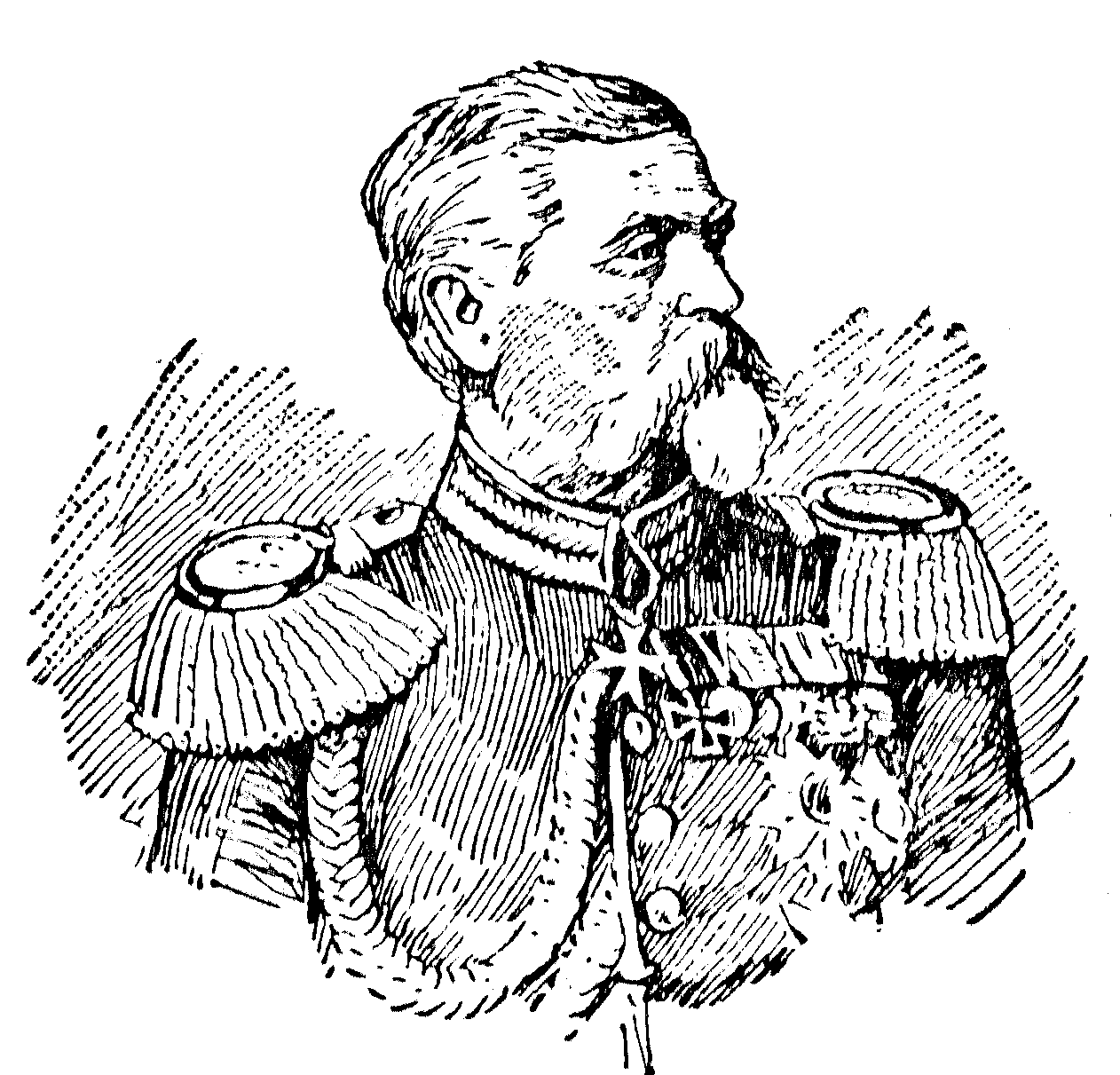
von der Tann tábornok

Ludwig tizennégy évesen belépett a Königlich Bayerische Pagerie-be. 1833. augusztus 1-én kezdte meg a katonai pályafutását a bajor hadsereg 1. tüzérezredében apródként és ennél az alakulatnál már 1833. október 26-án alhadnagyi rangot szerzett. 1840. január 20-án már főhadnagyként került a vezérkarhoz. 1844. október 11-én első osztályú századossá léptették elő és Miksa trónörökös adjutánsa lett. A későbbi királlyal haláláig tartó szoros barátságot kötött. 1844-ben egy diákkal párbajozott egy hölgy miatt. Bár ebben az időben a párbajokat már betiltották, ez a további karrierjét nem befolyásolta.
1833 és 1844 között többször tett utazásokat Itáliába osztrák hadgyakorlatok valamint a Rajnához és Kelet-Poroszországba porosz hadgyakorlatok megszemlélésére. 1843-ban a franciák algériai hadjáratánál is jelen volt.

### Német-dán háború
A német-dán háború kitörésekor 1848-ban már őrnagyként vonult Dánia ellen. Egy hamburgi, kieli és magdeburgi önkéntesekből álló szabadcsapat vezetője volt és rövid idő alatt harcképes alakulattá tudta tenni őket. 1848. április 21-én Altenhofnál és Hoptrupnál kitüntette magát, amiért 1854. május 8-án megkapta a katonai Katonai Miksa József-rend Lovagkeresztjét. 1849-ben a szász-altenburgi Eduárd herceg vezetése alatti hadosztály törzsfőnöke lett és 1850 júliusában ezredesként belépett a Karl Wilhelm von Willisen tábornok vezette schleswig-holsteini hadseregbe, melynek vezérkari főnöke lett. Ebben a minőségben harcolt Idstedt, Missunde mellett és részt vett Friedrichstadt ostrom alá vételében és sikertelen megrohanásában.
Bajorországba való visszatérte után 1855. március 31-én II. Miksa adjutánsa lett vezérőrnagyi rangban. 1860. január 1-én a király főadjutánsának nevezték ki és 1861. február 25-én altábornaggyá léptették elő és Augsburg majd München főparancsnoka lett. 1864-ben megfigyelőként volt jelen a düppeli sáncok megrohanásában.

### Porosz-osztrák háború
1866. május 21-én Károly herceg, a dél-német kontingens vezetőjének vezérkari főnökévé nevezték ki. A porosz-osztrák háború kitörésekor az osztrák fővezérrel egyezményt kötött közös hadműveletek végrehajtásáról. Von der Tann aki ismerte mindkét fél erősségeit és gyengéit alapvetően elítélte ezt a „testvérháborút”.
A háborúban való 1866 júliusi szerencsétlen bajor részvétel miatt az ultramontán sajtó különösen von der Tannra neheztelt. Végül beperelte a támadóit és így védte meg magát a kritikákkal szemben.

### Német-francia háború
1867. április 28-án von der Tann a 11. gyalogezredet kapta meg, emellett továbbra is a király főadjutánsa és hadosztályparancsnok maradt. 1869. január 8-án gyalogsági tábornokká léptették elő és az I. hadtest parancsnokává nevezték ki. A hadtestével vett részt a porosz–francia háborúban és kitüntette magát a Wörthnél, Beaumont-nál és a Sedannál vívott csatákban, ahol a Bazeilles elleni rohamot vezette. A körültekintő és energikus fellépéséért a katonai Katonai Miksa József-rend Parancsnoki Keresztjével jutalmazták. A csatát követően a hadteste átmenetileg Sedannál maradt a hadifoglyok elvezetésének biztosítására és a nagy hadizsákmány felügyeletére.
1870 októberének elején egy hadseregrész (Armeeabteilung) főparancsnokságát kapta meg, mely a saját hadtestéből, a porosz 22. gyaloghadosztályból valamint az 1. és 4. lovashadosztályból állt. Közülük az 1. lovashadosztály különállóan tevékenykedett és a többi egység harcában nem vett részt. A hadseregrész 1870. október 10-én az Artenay-nál vívott ütközetben győzelmet aratott és megszállta a közeli Orléans-t, amely tettéért 1870. december 22-én a Katonai Miksa József-rend Nagykeresztjével tüntették ki. November 9-én a coulmiers-i csata után a nagy túlerő miatt északra kényszerült visszavonulni. Von der Tann december 2. és 10. között II. Frigyes Ferenc mecklenburg–schwerini nagyherceg parancsnoksága alatt több véres ütközetben is részt vett Orléans körzetében. A loigny-i és poupry-i csatában maga is megsebesült a lábán, de tartani tudta állásait. Miután a hadteste két hónapon át csaknem szünet nélkül részt vett a harcokban, 1870 decemberében visszatért a Párizst bekerítő erőkhöz. Csak decemberben 5600 katonát veszítettek a csapatai.
A Franciaország felett aratott győzelem után hazájában háborús hősként ünnepelték és magas bajor illetve porosz kitüntetésekben részesítették. Felvették a protestáns Johannita Lovagrend tagjai közé és 1876. augusztus 22-én a Miksa József-lovagrend Főkancellárja lett.

## Halála

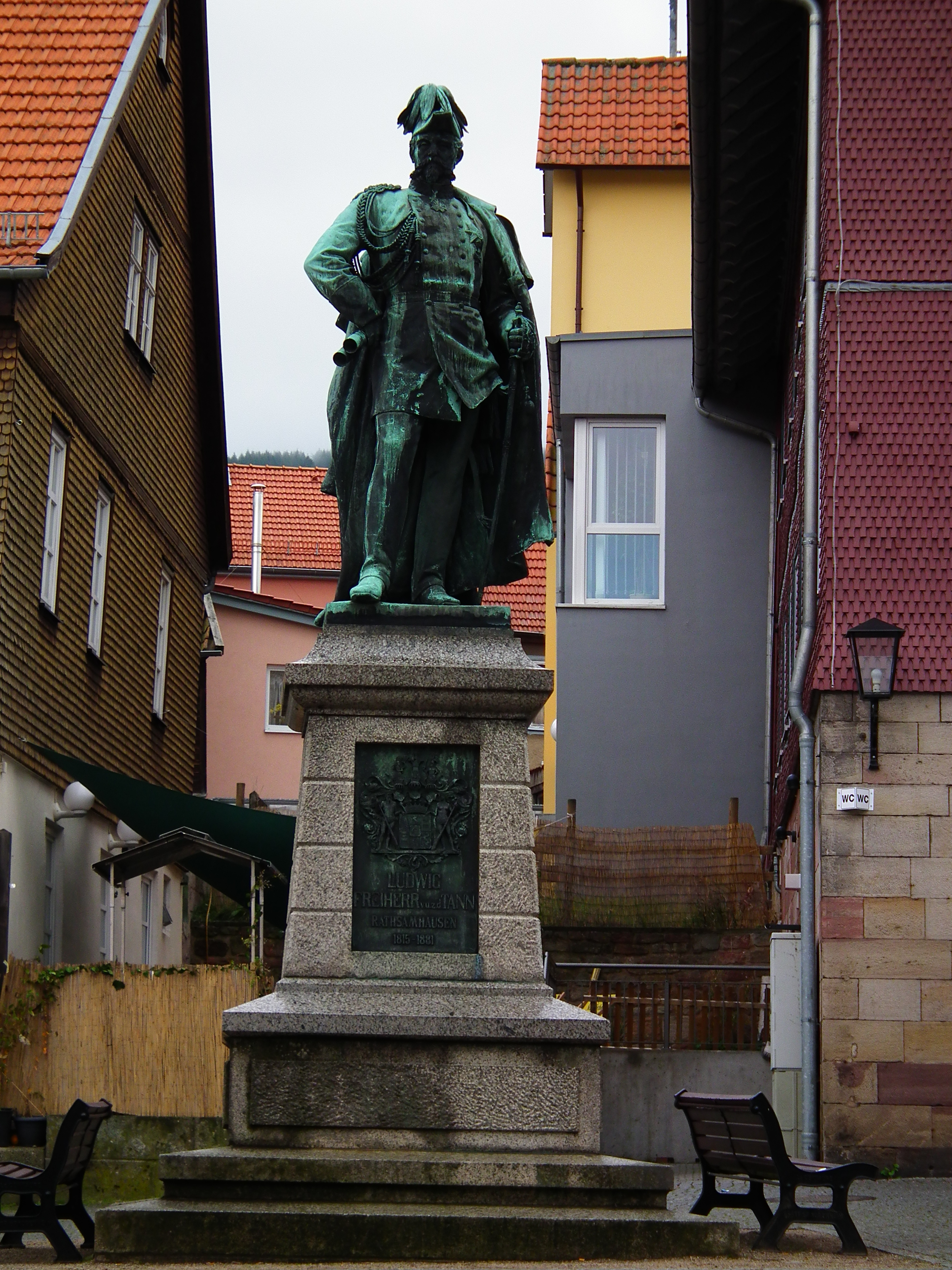
von der Tann szobra Tannban

1880 őszétől légzési nehézségek és reuma gyötörték, ami miatt enyhébb klímájú helyen való tartózkodást tanácsoltak neki. 1881. április 20-án Dél-Tirolba utazott és nem sokkal később 1881. április 26-án itt hunyt el Meran városában. Münchenben az Alter Nordfriedhof egyik árkádos sírjában helyezték végső nyugalomra.

## Emlékezete
- I. Vilmos császár 1873-ban róla neveztette el Straßburg erődítményének 8-as számú erődjét (Fort Tann)
- Regensburgban 1901 óta egy általános iskola viseli a nevét (Von-der-Tann-Grundschule).
- Tann (Rhön) város piacterén 1900-ban szobrot emeltek tiszteletére
- Andreas Hager 1880-ban tiszteletére komponálta a „General von der Thann Marsch” indulót, mely a 11. von der Tann gyalogezred parádé-indulója lett.

Nevét viselte két hadihajó:
- Von der Tann ágyúnaszád (1859)
- SMS Von der Tann csatacirkáló (1908)

## Fordítás
- Ez a szócikk részben vagy egészben  a   Ludwig von der Tann-Rathsamhausen című német Wikipédia-szócikk fordításán alapul.  Az eredeti cikk szerkesztőit annak laptörténete sorolja fel. Ez a jelzés csupán a megfogalmazás eredetét és a szerzői jogokat jelzi, nem szolgál a cikkben szereplő információk forrásmegjelöléseként.